# Gouinia
Gouinia is een geslacht uit de grassenfamilie (Poaceae). De soorten komen voor in Amerika.